# 자라 마이어
자라 마이어(독일어: Sarah Meier, 1984년 5월 4일 ~ )는 스위스의 피겨 스케이팅 선수이다. 2011년 유럽 피겨 스케이팅 선수권 대회에서 우승을 차지했고, 2007, 2008년 유럽 선수권 대회 준우승, 2006-2007 시즌 그랑프리 파이널에서 동메달을 획득하였다. 또 스위스 선수권대회에서 8회 우승하였다(2000-2003, 2005-2008, 2010).